# 脂肪便
脂肪便（しぼうべん、英: Steatorrhea）とは、大便中に過剰な脂肪が存在している状況をいう。大便は、過剰な脂肪ゆえ比重が小さいので水に浮き、脂っぽい外観で、特に悪臭を放つ。肛門からの脂肪の漏出やある程度の大便漏れが起こる場合もある。脂肪の漏出が増加するような場合、どの程度の脂肪が漏出するかを調べることができる。どの程度の脂肪が含まれていたら脂肪便と呼ぶかは必ずしも標準化されていない。

## 考えられる原因
考えられる原因として胆汁の不足（例えば、肝臓障害、脂質低下薬、胆嚢摘出手術により胆嚢がない場合）、膵液（酵素）の欠損、粘膜細胞の障害などがあげられる。胆汁が分泌されないと便は灰色になったり白っぽくなったりする。その他の脂肪便の原因として先端巨大症の治療薬であるオクトレオチド（octreotide）やランレオチド（lanreotide）の副作用があげられる。
次のような場合にも見られる。
- 炎症性腸疾患、セリアック病、先天的脂肪吸収障害などによる吸収不良
- 膵外分泌機能不全
- 膵臓炎
- 総胆管結石症（胆石による胆管の障害）
- 膵癌（胆汁分泌障害）
- 原発性硬化性胆管炎
- 細菌異常増殖
- 短腸症候群（Short bowel syndrome）
- 嚢胞性線維症
- ゾリンジャー･エリソン症候群
- ランブル鞭毛虫症
- オルリスタット（Orlistat）などの痩せ薬の摂取

## 減量剤や機能性食品の副作用
脂肪便は、オレストラ（Olestra）のような非消化性脂肪を食べたり、オーリスタットのような脂肪吸収を阻害する減量剤の副作用としても起こる。

## 治療
脂肪便の治療は、根本原因を除去し、同時に、消化酵素薬を投与することである。